# Червонец Петра I с латинскими надписями
Червонец Петра I с латинскими надписями — золотая монета без обозначения номинала. Чеканилась на Красном монетном дворе в 1716 году.

## История
Золотые червонцы в России использовались в обращении преимущественно для внешнеторговых расчетов, поэтому их выпуск был невелик. За время царствования Петра I было отчеканено около 35 тысяч золотых червонцев. В 1701—1711 годах монеты чеканились на Кадашёвском монетном дворе, а в 1712—1716 годах — на Красном монетном дворе. Одним из источников сырья для них было «коробчатое» золото, привозимое из Китая.
Червонцы не имели обозначения номинала и чеканились по образцу европейских дукатов. В годы правления Петра I червонцы выпускались в 1701—1703, 1706—1707, 1710—1714 и 1716 годах с портретами четырех основных типов, на которых царь был представлен в разном возрасте. Червонцы 1716 года были отчеканены с легендой на латинском языке.

## Аверс
На аверсе монеты изображён профильный портрет Петра Великого с лавровым венком без ленты, лицом вправо, в рыцарских доспехах и плаще с пряжкой. Над портретом по кругу на латинском языке надпись: «PETRVSALEXII • I • D • G • RVSS:».

## Реверс
На реверсе изображён герб России начала XVIII века: двуглавый орел. Над орлом находится корона Российской Империи. Правой лапой орёл держит скипетр, левой — державу. Сверху по кругу сделана надпись на латинском языке — «IMPM • DVX • MOSCOVIAE • 1716:». На некоторых червонцах 1716 года цифра «7» перевернута. На двух сторонах монеты узорный ободок. Монета имеет гладкий гурт.

## Описание
Монета отчеканена из золота 980 пробы, диаметр 23 мм.